# Temple de Diane (Villa Borghèse)
Pour les articles homonymes, voir Temple de Diane.
Le temple de Diane est un petit temple monoptère, de forme circulaire, de style néo-classique situé dans le parc de la Villa Borghèse à Rome. Il a été construit en 1789, à la demande de Marcantonio IV Borghese (1730-1800).
Le temple doit son nom à la statue en marbre de grandeur nature représentant la déesse Diane. Il s'agit d'une copie romaine d'un original grec qui représente la déesse sur le point de tirer une flèche de son carquois. La statue a été restaurée par l'atelier de Vincenzo Pacetti et aujourd'hui conservée au Musée du Louvre. 

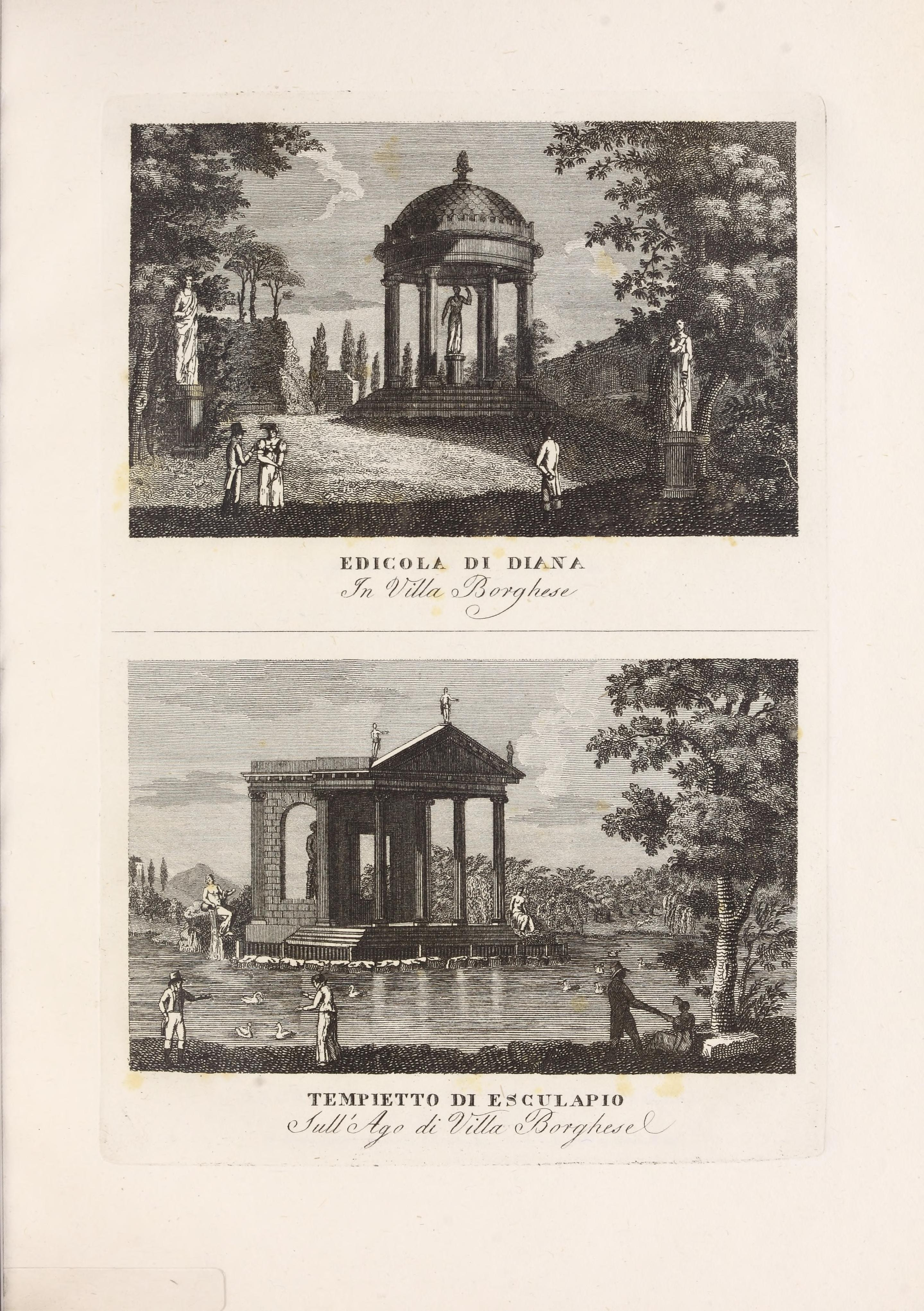
Dans ce vieux dessin, on peut noter la présence de la statue de Diane au centre du temple.

## Architecture
Le sommet arrondi du temple est soutenu par huit colonnes disposées en cercle, est presque entièrement libre, à l'exception d'une partie dans laquelle il y a une inscription en latin : 

« Noctilucae silvarum potenti (À la puissante lumière nocturne des forêts) »

La coupole est décorée à l'extérieur par une frise et une sculpture de pomme de pin placée à son sommet. L'intérieur dispose de décorations à caissons.